# Romano's Macaroni Grill
O Romano's Macaroni Grill é uma cadeia americana de restaurantes de jantar casual especializada em culinária ítalo-americana. Em abril de 2024, a empresa operava 31 locais no Arizona, Califórnia, Colorado, Flórida, Geórgia, Havaí, Illinois, Nevada, Ohio, Pensilvânia, Tennessee, Texas e Utah, bem como 6 locais em Porto Rico.

## História
O primeiro restaurante Romano's foi fundado pelo restaurateur Philip J. Romano (que também tinha fundado a cadeia de hambúrgueres Fuddruckers em 1979; ele tinha vendido as suas ações nessa empresa quando fundou o Romano's) em Leon Springs, Texas (agora um distrito de San Antonio), em 19 de abril de 1988. O local seria mais tarde ocupado pelo Burkle's The Grill em Leon Springs, que fechou em maio de 2021 após um incêndio.
A Brinker International, Inc. comprou os direitos de franquia da empresa em 22 de novembro de 1989.
A Brinker anunciou em 8 de agosto de 2007 que iria começar a explorar um comprador para as 230 lojas propriedade da empresa. Em 18 de dezembro de 2008, a Brinker anunciou que uma participação majoritária na cadeia foi vendida à Mac Acquisition LLC, uma filial da Golden Gate Capital. Em 29 de junho de 2011, a Brinker ainda detinha uma participação minoritária de 15,6% no conceito.
Em 6 de fevereiro de 2013, o Ignite Restaurant Group anunciou a aquisição do Romano's Macaroni Grill da Golden Gate Capital por meio de uma transação em dinheiro de US$ 55,0 milhões. A Redrock Partners LLC comprou o conceito da Ignite em abril de 2015 por US$ 8 milhões.
Em 18 de outubro de 2017, o Romano's Macaroni Grill entrou com pedido de proteção contra falência do Capítulo 11.
Em 21 de setembro de 2018, a Romano's comprou a Sullivan's Steakhouse por US$ 32 milhões.
Em julho de 2023, Jason Kemp tornou-se Presidente e CEO do Romano's Macaroni Grill. Jason Kemp foi o antigo Presidente e CEO e proprietário de várias cadeias de restaurantes, incluindo Furr's Fresh Buffet, Ryan's Steakhouse, Old Country Buffet, Hometown Buffet, Sushi Zushi, Zio's Italian Kitchen, Tahoe Joe's e muito mais. Jason Kemp foi citado em vários processos judiciais que alegam fraude grave e roubo de dinheiro, tanto dos seus parceiros comerciais como do governo federal.

## Produtos
O menu do Romano's Macaroni Grill apresenta itens encontrados na culinária tradicional de Itália e do Mediterrâneo. O menu inclui um prato de massa feito à medida, com uma escolha de massas, molhos e coberturas. As refeições são servidas com pão e azeite de cortesia.
Para além dos seus restaurantes, a marca também apresenta uma linha de produtos alimentares embalados com base nos pratos oferecidos pelo restaurante. As embalagens são fabricadas pela linha General Mills Restaurant Favorites.